# Municipio de Actopan (Veracruz)
El municipio de Actopan uno de los 212 municipios del Estado de Veracruz, México. Su cabecera es la localidad de Actopan.

## Toponimia
El nombre de Actopan proviene del Náhuatl Actoctli que significa "agua enterrada o tierra húmeda" y Pan "encima de".

## Geografía
El municipio se encuentra en la Región Capital del estado de Veracruz, entre los paralelos 19° 23’ y 19° 44’ de latitud norte y los meridianos 96° 20’ y 96° 48’ de longitud oeste, con una superficie de 859.53 km².

### Delimitación
Limita al norte con el municipio de Alto Lucero de Gutiérrez Barrios, al este con  Úrsulo Galván, al sur con Úrsulo Galván, Puente Nacional y Emiliano Zapata, al oeste con Emiliano Zapata, Naolinco y Alto Lucero de Gutiérrez Barrios.

### Hidrografía
Se encuentra en la cuenca del río Actopan, el cual desemboca en la barra de Chachalacas, pertenecientes a la región hidrológica del río Papaloapan.

### Orografía
Parte del municipio dentro de la zona montañosas de la sierra de Chiconquiaco, el resto del territorio entre los valles de la llanura costera del golfo, suelos y rocas sedimentarias del Cuaternario y Neógeno, en llanuras y lomeríos, áreas originalmente ocupadas por suelos dominantes de Phaeozem y Vertisol.

### Clima
Coexisten dos climas en el territorio municipal, en su mayoría cálido subhúmedo con lluvias en verano, de humedad media y en menor extensión territorial cálido subhúmedo con lluvias en verano, de menor humedad, con temperaturas promedio entre 20 y 26 °C, con una precipitación promedio entre 1100 y 1300 mm.

## Historia

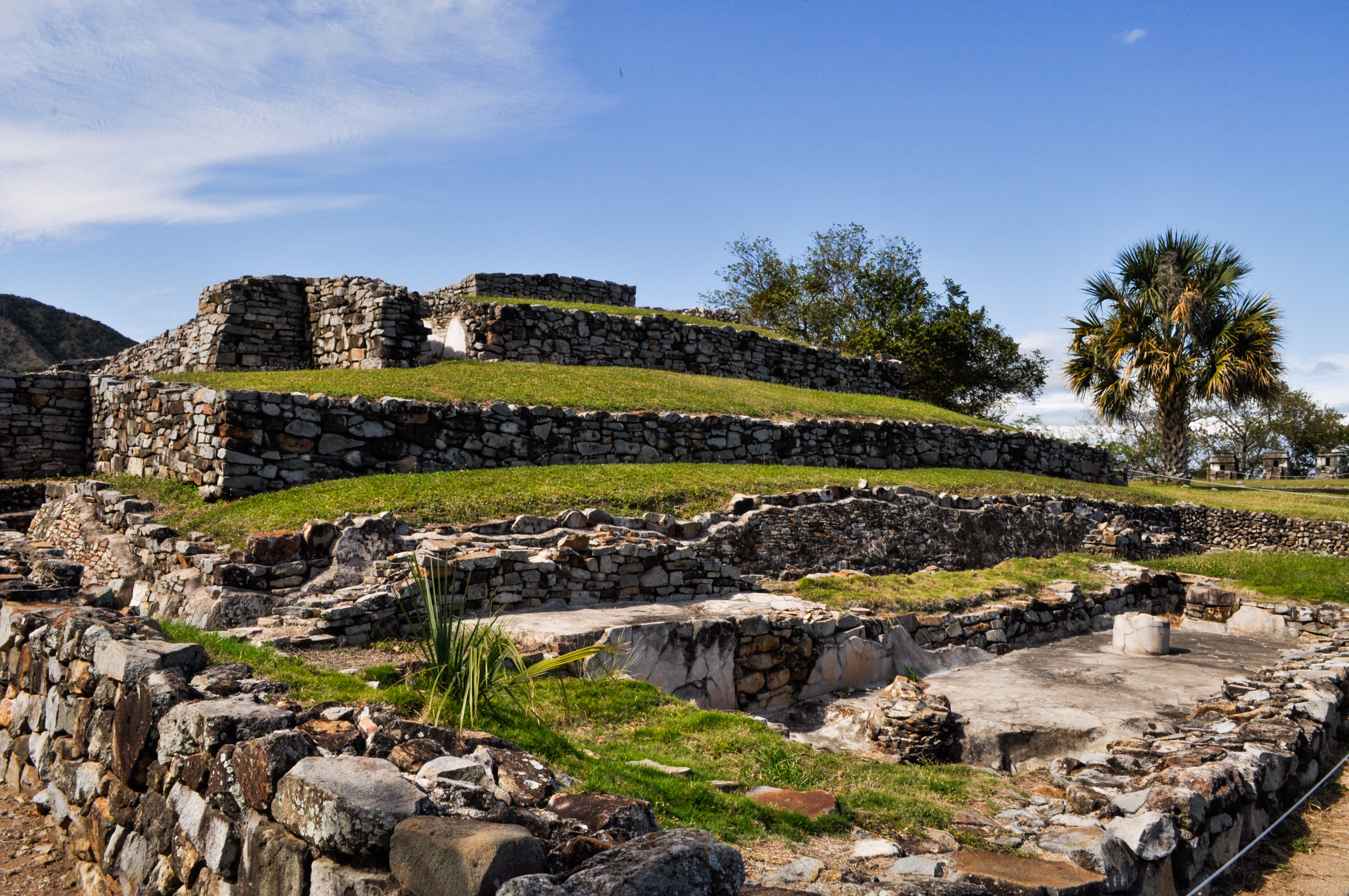
Quiahuixtlan sitio arqueológico en el municipio

Se cree por los restos encontrados en diversas localidades del municipio que en época prehispánica estuvo habitado por los Totonacas. su principal poblado era Quiahuixtlan, frente al asentamiento indígena los españoles de Hernán Cortés erigieron temporalmente "La Villa Rica de la Veracruz" que fue el primer asentamiento erigido por europeos en México, posteriormente la "La Villa Rica de la Veracruz" sería refundada en la población de La Antigua, para ser tiempo después trasladada y refundada en el hoy Puerto de Veracruz.

## Actividades económicas
En el municipio se practicá la fruticultura, destacando los cultivos de la caña de azúcar, el del maíz y el mango, así como la ganadería, principalmente el ganado bovino.

## Turismo
Es un municipio con algunos atractivos turísticos naturales o ecoturísticos como lo es el Descabezadero, lugar de nacimiento del Río Actopan, en  el Río Actopan se practicá el descenso de ríos.[cita requerida]
Otro posible sitio de interés, es la zona arqueológica totonaca de Quiahuiztlán "lugar de la lluvia" en donde se encuentran tumbas labradas que imitan pirámides o templos en las que eran sepultados los nobles indígenas. En el conjunto arqueológico existen además ruinas de pirámides, y los restos de un antiguo juego de pelota; enfrente se encuentran las ruinas de La Villa Rica de la Vera Cruz, primer asentamiento español en América Continental que fue levantado temporalmente en 1519.
Algunos arroyos nacen en las inmediaciones de la costa como el río San Isidro que corre al lado de la población del mismo nombre y que desemboca en la playa de Juan Ángel, dicho río es el límite geográfico de los municipios de Actopan y Ursulo Galván.[cita requerida]

## Fiestas

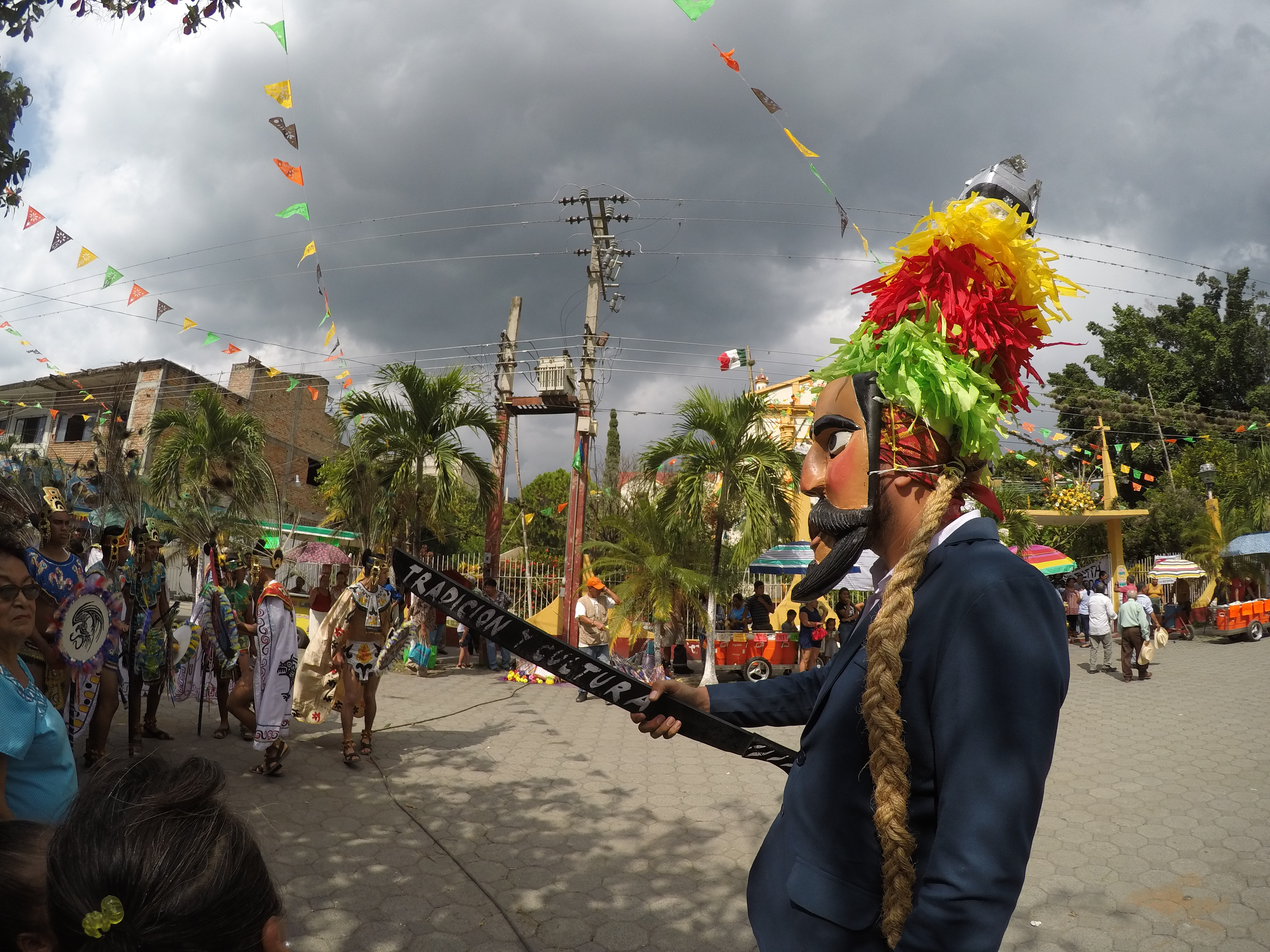
Máscara de pilatos en danza de la conquista

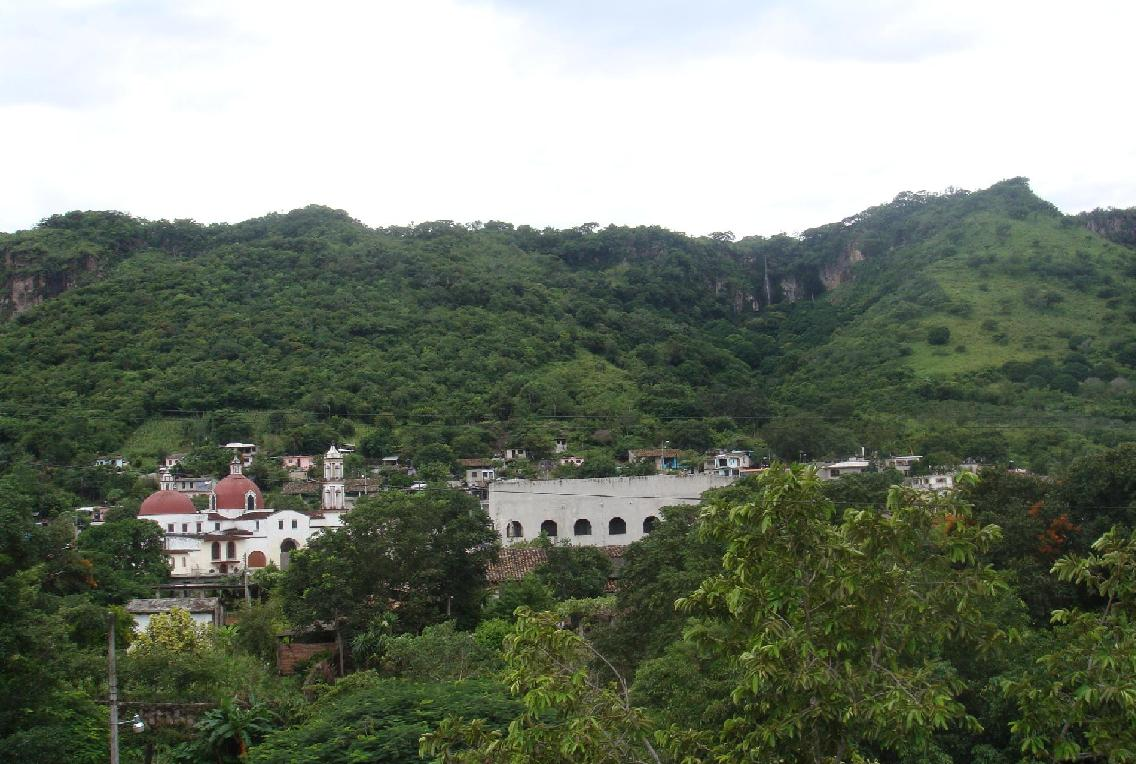
Otates, una de las comunidades del municipio,

Las fiestas populares de las comunidades dedicadas a sus santos patronos son entre algunas de ellas las de la Bendición del Pan en la localidad de Los Otates el 13 de noviembre, el carnaval de Coyolillo celebrado una semana antes del miércoles de Ceniza o las fiestas de San Isidro que se celebran en San Isidro el 15 de mayo en honor a su santo patrono.[cita requerida]

## Política

### Administración municipal
El gobierno del municipio está a cargo de su Ayuntamiento, que es electo mediante voto universal, directo y secreto para un periodo de tres años que no son renovables para el periodo inmediato posterior pero si forma no continua. Está integrado por el presidente Municipal, un síndico único y el cabildo conformado por cinco regidores. Todos entran a ejercer su cargo el día 1 de enero del año siguiente a su elección.

### Subdivisión administrativa
Para su régimen interior, el municipio se divide en agencias municipales, cuyos titulares son electos mediante auscultación, consulta
ciudadana o voto secreto en procesos organizados por el Ayuntamiento.

### Representación legislativa
Para la elección de diputados locales al Congreso de Veracruz y de diputados federales al Congreso de la Unión, el municipio se encuentra integrado en el Distrito electoral local XIX de La Antigua con cabecera en la ciudad de La Antigua y el Distrito electoral federal VIII de Xalapa con cabecera en la ciudad de Xalapa-Enríquez.